# Saterland
Saterland (saterlandès Seelterlound) és un municipi del districte de Cloppenburg, a l'estat alemany de Baixa Saxònia. Es troba entre les ciutats de Leer, Cloppenburg, i Oldenburg.

## Divisió
El municipi de Saterland es va formar el 1974, quan es van fusionar els municipis més petits de Strücklingen (Strukelje), Ramsloh (Roomelse), Sedelsberg (Seeidelsbierich) i Scharrel (Schäddel).

## Història
A l'època medieval, Saterland era una regió de sorra que ocupa una superfície d'uns 15 km de llarg i 1,4 km d'ample, envoltada per les maresmes. Fou colonitzada entre els segles x i xiii per frisons de Frísia Oriental. Estant relativament aïllats, els habitants van desenvolupar la seva pròpia forma de frisó oriental, el saterlandès, que encara sobreviu. Els "saterfriesen", com són anomenats els parlants d'aquesta llengua en alemany, són la més petita de les minories reconegudes pel govern federal.

## Administració
| Partit       | 10 set. 2006   | 10 set. 2006   | 10 set. 2006   | 2001        |
| CDU          | 70,7%          | 10.334         | 19 regidors    | 24 regidors |
| SPD          | 12,6%          | 1.847          | 3 regidors     | 5 regidors  |
| UWG Saterl.  | 16,7%          | 2.444          | 4 regidors     | 2 regidors  |
| Participació | 5.135 de 9.815 | 5.135 de 9.815 | 5.135 de 9.815 | –           |
| Participació | 52,3%          | 52,3%          | 52,3%          | –           |

## Agermanament
- Środa Śląska